# Coupe d'Europe des vainqueurs de coupe de baseball
La Coupe d'Europe des vainqueurs de coupe de baseball (ex-C2) était une compétition de baseball organisée par la Confédération européenne de baseball dans laquelle s'affrontaient les formations vainqueurs de leur coupes nationales.
La première compétition a lieu en 1990 et se déroule chaque année (pas d'édition en 1995) jusqu'en 2007 mais cette épreuve disparait en 2008, les vainqueurs de coupes étant reversés en Coupe d'Europe de baseball de la CEB (ex-C3).

## La compétition
La compétition se tenait en deux phases : une phase de qualification et une phase finale impliquant huit clubs. La phase finale se déroulait sur quelques jours sous forme de tournoi avec phase de poules puis demi-finales sur un match, et une finale sur un match.

## Palmarès
| Année    | Hôte               |                                  | Premier                                   | Deuxième                                   | Troisième |
| -------- | ------------------ | -------------------------------- | ----------------------------------------- | ------------------------------------------ | --------- |
| 1990     | France             | Neptunus Rotterdam, Pays-Bas     | World Vision Parma Parme, Italie          | Nettuno Baseball Nettuno, Italie           |           |
| 1991     | Suède              | Milano Baseball Milan, Italie    | Neptunus Rotterdam, Pays-Bas              | Parma Angels Parme, Italie                 |           |
| 1992     | Pays-Bas           | Milano Baseball Milan, Italie    | HCAW Bussum, Pays-Bas                     | Levi's Brasschaat Brasschaat, Belgique     |           |
| 1993     | Espagne            | Neptunus Rotterdam, Pays-Bas     | Milano Baseball Milan, Italie             | Skellefteå Suède                           |           |
| 1994     | Italie             | Kinheim Haarlem, Pays-Bas        | Cariparma Angels Parme, Italie            | HCAW Bussum, Pays-Bas                      |           |
| 1996 (A) | Suède              | Leksand Tumberjack Suède         | CSKA PVO Balashikha Russie                | Sundbyberg Heat Suède                      |           |
| 1996 (B) | Pays-Bas           | RC Heemstede Heemstede, Pays-Bas | Jimmer's de Saint-Lô Saint-Lô, France     | BK Jastrezbie Pologne                      |           |
| 1997     | Pays-Bas           | Cariparma Angels Parme, Italie   | CD Arga Burlada Espagne                   | KM Pioniers Hoofddorp, Pays-Bas            |           |
| 1998     | Croatie            | Neptunus Rotterdam, Pays-Bas     | Milano Baseball Milan, Italie             | Fortitudo Baseball Bologne, Italie         |           |
| 1999     | République tchèque | Neptunus Rotterdam, Pays-Bas     | Kinheim Haarlem, Pays-Bas                 | Grosseto Orioles Grosseto, Italie          |           |
| 2000     | Italie             | HCAW Bussum, Pays-Bas            | Grosseto Orioles Grosseto, Italie         | Bonn Capitals Bonn, Allemagne              |           |
| 2001     | Pays-Bas           | Kinheim Haarlem, Pays-Bas        | HCAW Bussum, Pays-Bas                     | Cantine Ceci Parma Parme, Italie           |           |
| 2002     | Allemagne          | Kinheim Haarlem, Pays-Bas        | NTNT Tornado's Pays-Bas                   | Regensburg Legionäre Ratisbonne, Allemagne |           |
| 2003     | Espagne            | KM Pioniers Hoofddorp, Pays-Bas  | Kinheim Haarlem, Pays-Bas                 | VVIA Balashikha Russie                     |           |
| 2004     | Pays-Bas           | Rojos de Tenerife Espagne        | KM Pioniers Hoofddorp, Pays-Bas           | NTNT Tornado's Pays-Bas                    |           |
| 2005     | Belgique           | Rojos de Tenerife Espagne        | KM Pioniers Hoofddorp, Pays-Bas           | Brasschaat Braves Brasschaat, Belgique     |           |
| 2006     | République tchèque | KM Pioniers Hoofddorp, Pays-Bas  | Lions de Savigny Savigny-sur-Orge, France | FC Barcelone Barcelone, Espagne            |           |
| 2007     | Pays-Bas           | Neptunus Rotterdam, Pays-Bas     | Sant Boi CBS Barcelone, Espagne           | KM Pioniers Hoofddorp, Pays-Bas            |           |